# وسوووکا (استان اشوی‌داشکسیه)
وسوووکا (به لهستانی: Wesołówka) یک منطقهٔ مسکونی در لهستان است که در گمینا تارووو واقع شده‌است. وسوووکا ۹۰ نفر جمعیت دارد.